# 関市立洞戸小学校
関市立洞戸小学校（せきしりつ ほらどしょうがっこう）は、岐阜県関市洞戸市場にある公立小学校。

## 概要
- 旧・武儀郡洞戸村の小学校であり、校区は旧・洞戸村全域である。
- 現在の洞戸小学校は、1988年に旧来の洞戸小学校と洞戸北小学校を統合・新設された小学校である。1988年までの洞戸小学校は現在の岐阜県関市洞戸通元寺78‐1（旧・武儀郡洞戸村大字通元寺78-1）に存在し、跡地は洞戸保育園となっている。

## 沿革
洞戸小学校は1988年に洞戸小学校と洞戸北小学校を統合し、新設された小学校である。ここでは統合前の洞戸小学校を洞戸小学校〈旧〉として記述する。
- 1873年（明治6年）9月 - 武儀郡市場村に文昌義校が開校。市場村、通元寺村、片村、菅谷村、大野村、黒谷村、小坂村、栗原村の児童が通学する。
- 1874年（明治7年）
  - 2月 - 大野村、黒谷村、小坂村で三楽義校を開校し、文昌義校から独立。
  - 5月 - 菅谷村で正脩義校を開校し、文昌義校から独立。
- 1875年（明治8年） -
  - 文昌学校に改称する。
  - 飛瀬村に飛瀬学校が開校。
- 1885年（明治18年） - 文昌学校、洞戸学校、菅谷学校を統合し、洞戸小学校となる。
- 1886年（明治19年） - 洞戸小学校が分立し、市場簡易科小学校、下洞戸簡易科小学校、菅谷簡易科小学校となる。
- 1888年（明治21年） - 市場尋常小学校に改称する。
- 1890年（明治23年） - 飛瀬学校が廃校。飛瀬村の児童は市場尋常小学校へ通学する。
- 1897年（明治30年）4月1日 - 市場村、通元寺村、片村、菅谷村、下洞戸村、栗原村、飛瀬村、奥洞戸村が合併し、洞戸村が発足。
- 1898年（明治31年） - 市場尋常小学校、下洞戸尋常小学校、菅谷尋常小学校、尾倉尋常小学校、高賀尋常小学校、高見尋常小学校を統合。洞戸尋常高等小学校となる。本校は旧・市場尋常小学校に置かれ、他の学校は分教場（下洞戸・菅谷・尾倉・高賀・高見）となる。
- 1907年（明治40年） - 農業補習学校を併設。
- 1908年（明治41年） - 旧・奥洞戸村の地域の分教場（尾倉・高賀・高見）が分離し、奥洞戸尋常小学校として独立。
- 1941年（昭和16年）4月1日 - 洞戸国民学校に改称する。
- 1947年（昭和22年）4月1日 - 洞戸村立洞戸小学校〈旧〉に改称する。
- 1955年（昭和30年） - 新校舎（木造2階建）が完成。
- 1963年（昭和38年）9月 - 下洞戸分校を廃止。
- 1970年（昭和45年）3月 - 菅谷分校を廃止。
- 1984年（昭和59年）
  - 1月26日 - 洞戸村村議会にて、小学校統合問題が提起される。
  - 6月27日 - 村議会にて統合が決まる。
- 1988年（昭和63年）4月1日 - 現在地に統合校舎（鉄筋コンクリート造2階立）が完成。洞戸小学校〈旧〉と洞戸北小学校を統合し、洞戸村立洞戸小学校として新たに開校。
- 2005年（平成17年）2月7日 - 武儀郡洞戸村が関市へ編入される。同時に関市立洞戸小学校と改称。

## 通学区域
- 通学区域は、洞戸市場、洞戸通元寺、洞戸片、洞戸菅谷、洞戸小坂、洞戸大野、洞戸黒谷、洞戸栗原、洞戸飛瀬、洞戸尾倉、洞戸高賀、洞戸阿部、洞戸高見、洞戸小瀬見であり、公立中学校の進学先は関市立板取川中学校である[1]。

## 周辺
- 関市洞戸支所（旧・洞戸村役場）
- 関市立板取川中学校
- 洞戸郵便局
- 国道256号
- 高賀山
- 板取川

## アクセス
- 岐阜バス 洞戸小学校停留所下車

## 著名な出身者
- 野村芳兵衛 - 教育者

## 義務教育学校の計画
- 児童数及び生徒数の減少、小規模校の適正化のため、板取川中学校、洞戸小学校、板取小学校を統合し、2026年度以降に義務教育学校にする計画である。